# Jinhua Juzhi
Jinhua Juzhi (chiń. 金华俱胝, pinyin Jīnhuá Jūzhī; kor. 금화구지 Kŭmhwa Kuji; jap. Kinka Kuchi; wiet. Kim Hoa Câu Đì; zm. IX wiek) – chiński mistrz chan ze szkoły hongzhou.

## Życiorys
O jego życiu niewiele wiadomo. W młodości samotnie praktykował zuochan (siedzenie chan; jap. zazen) w górach. Pewnego dnia podeszła do niego mniszka Shiji, która niezgodnie z chińskim zwyczajem niepozdrowiła go, lecz obeszła trzykrotnie dookoła i powiedziała Jeśli powiesz mi słowo, które mnie zadowoli, zdejmę przed tobą nakrycie głowy. Juzhi nie mógł nic powiedzieć więc mniszka odeszła. Juzhi zawołał za nią Ściemnia się, dlaczego nie chcesz tu zostać na noc i pójść dalej ranem? Miszka odwróciła się i znów powiedziała Zostanę jeśli powiesz to słowo. Juzhi znów nie mógł nic powiedzieć i mniszka odeszła.
Po tym wydarzeniu Juzhi zaczął poszukiwania nauczyciela i odwiedził wielu mistrzów chan. W końcu został uczniem i ostatecznie spadkobiercą Dharmy mistrza chan Hangzhou Tianlonga.
Juzhi słynął z pokazywania palca w odpowiedzi na pytania uczniów. Pewnego dnia gość zapytał służącego mistrza Czego naucza twój mistrz? Chłopiec pokazał swój palec. Gdy mistrz o tym usłyszał wezwał chłopca i obciął mu palec nożem. Gdy chłopiec jęcząc z bólu wybiegał z pokoju Juzhi krzyknął za nim, a gdy chłopiec się odwrócił, mistrz pokazał mu swój palec. W tej chwili chłopiec stał się oświecony.
Pewnego dnia mistrz zwołał mnichów i rzekł Otrzymałem chan jednego palca od mistrza Tianlonga, używałem go przez całe życie i nigdy niewyczerpałem. Wystawił palec i zmarł.
Występuje w gong’anach 19 z Biyan lu, 84 z Congrong lu i 3 z Bezbramnej bramy.

## Linia przekazu Dharmy zen
Pierwsza liczba oznacza liczbę pokoleń mistrzów od 1 Patriarchy indyjskiego Mahakaśjapy.
Druga liczba oznacza liczbę pokoleń od 28/1 Bodhidharmy, 28 Patriarchy Indii i 1 Patriarchy Chin.
- 33/6. Huineng (638–713)
  - 34/7. Nanyue Huairang (677–744) szkoła hongzhou
    - 35/8. Mazu Daoyi (707–788)
      - 36/9. Damei Fachang (752–839)
        - 37/10. Hangzhou Tianlong (bd)
          - 38/11. Jinhua Juzhi (bd)